# Hocine Bouaicha
Hocine Bouaicha (en arabe : حسين بوعائشة) est un footballeur international algérien né le 10 janvier 1973 à Oum El Bouaghi. Il évoluait au poste de défenseur central.

## Biographie
Hocine Bouaicha reçoit huit sélections en équipe d'Algérie entre 2000 et 2001. Il joue son premier match en équipe nationale le 3 juin 2000, contre la Guinée (victoire 4-0). Il joue son dernier match le 21 avril 2001, contre le Sénégal (défaite 3-0).
Avec le club de Belouizdad, il participe à la Ligue des champions d'Afrique en 2001 et 2002.

## Palmarès

### En clubs
| US Chaouia - Ligue 1 (1) : - Champion : 1993-94. - Supercoupe d'Algérie (1) : - Vainqueur : 1994. |  | CR Belouizdad - Ligue 1 (2) : - Champion : 1999-00 et 2000-01. - Coupe de la Ligue d'Algérie (1) : - Vainqueur : 1999-00. |

### Avec l'équipe d'Algérie
Le tableau suivant indique les rencontres de l'équipe d'Algérie dans lesquelles Hocine Bouaicha a été sélectionné, du 3 juin 2000 jusqu'au 21 avril 2001.